# Kidori Kidori
Kidori Kidoriは、日本のロックバンド。2013年6月まではキドリキドリと表記していた。

## 概要
2008年3月に大阪府にて結成、2009年から本格的に活動を始める。バンド名の由来は村上春樹の著作『ねじまき鳥クロニクル』から。

## メンバー
- マッシュ - ボーカル・ギター
  - イギリス ウェールズ出身の帰国子女。
  - 現在はソロプロジェクトであるSuhmとKASVEで活動。

- 川元 直樹（かわもと なおき、1989年5月17日 - ） - ドラムセット
  - バンドの結成と同時にドラムを始める。

### 元メンバー
- ンヌゥ - ベース

## 来歴
- 2008年
  - 3月 - 大阪府堺市でキドリキドリ結成。
  - 9月 - 大阪市内で初ライヴを行う。
- 2009年
  - 4月 - 1stデモ『2010』リリース。
  - 12月 - 2ndデモ『kidorikidori』リリース。
- 2010年
  - 8月 - 3rdデモ『KIDORI III』リリース。
- 2011年
  - 7月 - 初の全国流通アルバム『El Primero』リリース。
- 2012年
  - 8月 - 2ndアルバム『La Primera』リリース。
- 2013年
  - 4月 - 会場限定CD『Prededor e.p』リリース。
  - 7月 - 表記をKidori Kidoriと改める。1stミニアルバム『El Blanco』リリース。
- 2014年
  - 3月 - 活動拠点を大阪から東京へ移す。ンヌゥが失踪後脱退。会場限定CD『El Negro e.p.』リリース。
  - 4月 - 会場限定7inch『Limited e.p. 1』リリース。
  - 5月 - 会場限定7inch『Limited e.p. 2』リリース。
  - 6月 - 会場限定7inch『Limited e.p. 3』リリース。
  - 8月 - 2ndミニアルバム『El Blanco 2』リリース。
- 2015年
  - 6月 - 元andymori、ALの藤原寛をベースに迎えた全編日本語詞アルバム『！』（あまだれ）リリース。メンバーは最高傑作と語る。
- 2016年
  - 10月 - 3rdミニアルバム『OUTSIDE』リリース。
- 2017年
  - 7月- 解散を発表。

## ディスコグラフィ

### デモ音源
1. 2010（2009年4月、廃盤）
2. kidorikidori（2009年12月、廃盤）
3. KIDORI III（2010年8月、廃盤）

### 参加作品
| 発売日         | タイトル                             | 規格品番  | 収録曲             |
| -------------- | ------------------------------------ | --------- | ------------------ |
| 2014年03月19日 | FREE THROW COMPILATION Vol.3         | RDCA-9013 | Watch Out!!!       |
| 2014年05月07日 | ETERNAL ROCK CITY. COMPIRATION 2014  | ERCC-2014 | NUKE?              |
| 2015年11月25日 | WARIKAN                              | BZCS-5030 | NUKE?              |
| 2016年06月22日 | あっ、良い音楽ここにあります。その伍 | FIVER-030 | フィールソーグッド |

## ミュージック・ビデオ
| 監督                  | 曲名                                                                   |
| --------------------- | ---------------------------------------------------------------------- |
| 大関泰幸              | 「NUKE?」                                                              |
| Ai Sugaya (ONIONSKIN) | 「なんだかもう」                                                       |
| フカツマサカズ        | 「Come Together」「フィールソーグッド」                                |
| 丸山太郎              | 「Say Hello!!（I'm not a slave）」「Watch Out!!!」「You Will Realize」 |
| LO END                | 「ホームパーティ」                                                     |
| 不明                  | 「Watch Out!!!(LIVE)」「Mass Murder(LIVE)」                            |

## 主なライブ

### ワンマンライブ・主催イベント
- 2012年09月03日〜09月22日（5公演） - キドリキドリ『La Primera』Release Tour
w/グッドモーニングアメリカ/シリカ/KANA-BOON/KEYTALK/アンテナ/Czecho No Republic
- 2013年04月12日 - キドリキドリのまともなイベント vol.1
w/The Flickers
- 2013年04月22日 - キドリキドリのまともなイベント in Tokyo
w/The Flickers
- 2013年06月05日 - キドリキドリのまともなイベントvol.2
- 2013年08月04日〜09月23日（10公演） - Kidori Kidori “El Blanco” Release Tour
w/kaiware/aquarifa/the eggplants/シロマクロエ/ODD PARTY/The Flickers/Strobolights/the sharaque/Sawagi/STOROBOY/SHISHAMO/Charisma.com
- 2014年01月15日 - Kidori Kidoriのまともなイベント vol.3
w/QUATTRO
- 2014年03月22日 - Kidori Kidoriのまともなイベント vol.4 引っ越し記念☆大阪けじめのワンマン
- 2014年04月09日 - Kidori Kidoriのまともなイベント vol.5 引っ越し記念☆東京よろしくね企画
w/go!go!vanillas/Large House Satisfaction
- 2014年05月18日 - Kidori Kidoriのまともなイベント vol.6 引っ越し記念☆東京よろしくね企画
w/asobius
- 2014年06月08日・13日 - Kidori Kidori "El Negro" Release Tour
w/ドラマチックアラスカ/LAMP IN TERREN/BAND A
- 2014年06月15日 - Kidori Kidoriのまともなイベント vol.7 引っ越し記念☆東京よろしくね企画
- 2014年09月12日〜11月15日（7公演） - Kidori Kidoriのタデ食う虫もウキウキツアー
- 2015年02月25日 - Kidori Kidori presents "1989"
w/フレデリック, go!go!vanillas
- 2015年06月20日〜06月28日 - Kidori Kidoriと雨やどりワンマンツアー
- 2015年09月25日〜12月15日 - Kidori Kidori「!」release Tour
w/Predawn / the band apart
- 2015年10月31日 - 恐怖の超爆音ワンマンライブ
- 2016年04月19日 - Kidori Kidori presents まともなイベント vol.8
w/Helsinki Lambda Club
- 2016年06月24日・29日 - Kidori Kidori presents まともなイベント vol.9 ～『フィールソーグッドe.p.』レコ発編～
w/谷澤智文 / OGRE YOU ASSHOLE

### 出演イベント
- 2011年09月21日 - クリープハイプ『待ちくたびれてクリープハイプがくる』ツアー
- 2012年06月02日 - 金字塔 Vol.8 ～タニザワトモフミレコ発～
- 2012年06月03日 - SAKAE SP-RING 2012
- 2012年07月06日 - 熱狂の箱 vol.4
- 2012年07月07日 - Shibuya Milkyway 2nd Anniversary『Star Lights Riot』
- 2012年08月25日・26日 - onion night!lv25!
- 2012年09月02日 - RUSH BALL 2012
- 2012年09月16日 - Yuya Tsuji Presents ETERNAL ROCK CITY.2012
- 2012年10月12日 - MINAMI WHEEL 2012
- 2012年10月31日 - Hello Sleepwalkers×The Flickers Presents "Hi-Fi Waves 2012"
- 2012年11月22日 - HighApps x New Audiogram #02
- 2012年12月29日 - 年末調整GIG 2012
- 2012年12月30日 - [NOID]-2012 GROUND FINAL-
- 2012年12月30日 - LIVE DI:GA JUDGEMENT 2012
- 2013年01月13日 - キュウソネコカミ 2ndアルバム『大事なお知らせ』発売記念 レコ発 「僕たち解散しませんツアー」
- 2013年01月14日 - HighApps Vol.10 SPECIAL!! ～2013 New Year Rock Party!～
- 2013年02月14日 - ATMC2013 ～Valentine Session～
- 2013年02月24日 - The Flickers Fl!ck EPレコ発!
- 2013年03月09日・10日 - ねごと お口ポカーン!! 卒業旅行は全国ツアー ～GREEN and motion～
- 2013年04月23日 - Pangea2周年記念【agartha20130423】
- 2013年05月19日 - いつまでも世界は…第二回
- 2013年05月23日 - GLICO LIVE "NEXT"
- 2013年06月08日 - SAKAE SP-RING 2013
- 2013年06月11日 - monument works.
- 2013年06月21日・23日・30日 - FEEL THE MUSIC
- 2013年06月24日 - THE ORAL CIGARETTES 唇フェス〜LIP ROCK FES〜名古屋編
- 2013年07月06日 - White white sisters presents "SuperNeutral"release tour
- 2013年07月13日 - GFB'13
- 2013年08月24日・27日・28日 - Livemasters CHOICE × HighApps “QUATTRO HEAT UP TOUR 2013″
- 2013年08月31日 - RUSH BALL 2013
- 2013年09月07日 - BAYCAMP 2013
- 2013年10月05日 - MEGA☆ROCKS 2013
- 2013年10月12日 - MINAMI WHEEL 2013 EXTRA
- 2013年10月18日・19日 - HaKU wonderland TOUR 2013"hacking your mind"
- 2013年10月26日 - 音生サーキット 2013 HALLOWEEN SPECIAL
- 2013年11月03日 - 京都女子大学学園祭 第66回藤花祭 "YOUI"
- 2013年11月29日 - 祝!東京 ～QUATTRO FIGHT! ～
- 2013年12月30日 - LIVE DI:GA JUDGEMENT2013(ンヌゥ体調不良のため弾き語り出演)
- 2014年01月26日 - Vampillia いいにおいのするgrateful days
- 2014年02月12日 - STELEOGRAM レコ発×Beat Burn ch45
- 2014年03月08日 - 秀吉 presents「むだいの音楽会2014-名古屋編-」
- 2014年03月21日 - HighApps Vol.18 SPECIAL!! ～スリー・ツー・ワン!SPRING Rock Party～
- 2014年03月23日 - MUSIC CUBE 14
- 2014年04月06日 - Yuya Tsuji Presents ETERNAL ROCK CITY.2014
- 2014年04月30日 - Pangea 3rd Anniversary『agartha20140430』×QOOLAND「毎日弾こうテレキャスターagain」
- 2014年05月10日 - RUSH BALL★R
- 2014年05月24日 - FM NORTH WAVE & WESS presents IMPACT!VI(Powered By Radio WE!)
- 2014年06月07日 - SAKAE SP-RING 2014
- 2014年06月13日 - BAND A 1st Full Album 「○か×か」リリースツアー"金曜日のツアーたちへ"
- 2014年07月01日・03日・04日・09日・10日 - HighApps TOURS 2014
- 2014年07月12日 - 日本工学院ミュージックカレッジ presents OVERHEAT 2014
- 2014年08月05日 - SHELTER presents "BATTLE60×60"
- 2014年08月08日 - 8otto Presents [One or Eight]
- 2014年08月16日 - SUMMER SONIC 2014
- 2014年08月19日 - Czecho No Republic 「MANTLE TOUR」 ～2014年宇宙の旅～
- 2014年08月26日・27日 - Drop's 「HELLO」 TOUR 2014
- 2014年08月31日 - RUSH BALL 2014
- 2014年09月06日 - BAYCAMP 2014
- 2014年10月03日 - モルタルレコードpresents〜 Half-Lifeと Rhythmic Toy World とKidori Kidori　炎のトリプルレコ発！
- 2014年10月10日 - Kidori Kidori "El Blanco 2" release tour x 真空ホロウ 真空パックvol.08 ～W編とO編～
- 2014年10月12日 - DIVING ROCK 2014
- 2014年10月26日・27日 - フレデリック 踊ってない夜が気に入らNIGHTツアー 対バン編
- 2014年11月01日 - tieemo no Uwatage
- 2014年11月21日 - スペースシャワー列伝 100巻記念公演 第121巻 波波波の宴
- 2014年12月21日 - EROFES Extra
- 2014年12月31日 - COUNTDOWN JAPAN 14/15
- 2015年01月30日 - "K.G.M"～Kansai Gossip Music～ stage.2
- 2015年02月02日 - BEAT ISLAND～地球"音"暖化計画～NEXT STAGE
- 2015年02月07日 - BAYCAMP 201502
- 2015年03月14日 - HAPPY JACK 2015
- 2015年03月15日 - LIVE SHUFFLE! 2015
- 2015年03月20日 - RADIO WAVE Vol.79 "MUSIC CUBE PLUS"
- 2015年03月21日 - Rakuten kobo presents MUSIC CUBE 15
- 2015年03月22日 - SANUKI ROCK COLOSSEUM 2015
- 2015年03月28日 - IMAIKE GO NOW 2015
- 2015年04月05日・12日 - HighApps SPECIAL!! ～SPRING ROCK PARTY 2015～
- 2015年04月11日 - RADIO BERRY "haruberrylive 2015"
- 2015年05月30日 - Shimokitazawa SOUND CRUISING 2015
- 2015年06月06日 - SAKAE SP-RING 2015
- 2015年07月07日〜08月06日 - HighApps TOURS 2015
- 2015年08月09日 - ROCK IN JAPAN FESTIVAL 2015
- 2015年08月22日 - ONE Music Camp 2015
- 2015年08月23日 - 聖地じゅんれい!! 2015 ～夏休み追込み編～
- 2015年08月29日 - Re:mix 2015
- 2015年09月05日 - BAYCAMP 2015
- 2015年09月12日 - オワリカラ presents スペイン坂ロックフェスティバル「渋谷モンパルナス vol.2」
- 2015年09月21日 - Shimokitazawa Indie Fanclub 2015
- 2015年10月03日 - MEGA☆ROCKS 2015
- 2015年10月10日 - MINAMI WHEEL 2015
- 2015年10月17日 - ETERNAL ROCK CITY.2015
- 2015年11月01日 - ONIGAWARA 1stアルバム『エビバディOK?』リリースツアー2015～ウィーアーOK!!～
- 2015年12月04日 - ircle presents ～HUMANisM～
- 2015年12月28日 - FM802 ROCK FESTIVAL RADIO CRAZY 2015
- 2015年12月31日 - COUNTDOWN JAPAN 15/16
- 2016年01月10日 - ミソフェス2016
- 2016年02月27日 - ジラフポット「Get Myself Back Tour 2015-16」
- 2016年03月18日 - OTOEMON FESTA 2016
- 2016年03月20日 - HAPPY JACK 2016
- 2016年03月21日 - AIR Presents LIVE SHUFFLE!2016
- 2016年03月27日 - ミソッカス 1stフルアルバム「追撃のフォークロア」リリースツア "ミソパニッククーデター in 稲毛"
- 2016年04月17日 - Creepy Nuts「『たりないふたり』リリースツアー ～たりない巡業2016 春場所～」
- 2016年04月19日 - Pangea 5th Anniversary Special 『agartha20160430』-千秋楽-
- 2016年05月04日 - NIIGATA RAINBOW ROCK 2016
- 2016年05月21日 - ReVision of Sence「僕の4枚舌」リリース記念 負け犬バンド負けてたまるか対バンツアー
- 2016年05月28日 - Shimokitazawa SOUND CRUISING 2016
- 2016年05月29日 - VIVA LA ROCK 2016
- 2016年06月10日 - asobius「asobi parade ～two man series～」
- 2016年06月29日 - GRINDHOUSE show -水無月のアイリス-
- 2016年08月08日 - 「onion night!」～梅田シャングリラ11周年祭WEEKLY JACK+1～
- 2016年08月11日 - Shimokitazawa SOUND CRUISING ～AFTER PARTY～
- 2016年08月13日 - ROCK IN JAPAN FESTIVAL 2016
- 2016年08月16日・17日 - グッドモーニングアメリカ企画「あっ、良いライブ平日にあります。夏巡業2016」
- 2016年09月02日 - BAYCAMP2016 TGIF
- 2016年10月15日・16日 - THE ORAL CIGARETTES 〜唇対バンTOUR〜